# 馬特·多伊爾
馬特·多伊爾（英語：Matthew Finnen "Matt" Doyle，1987年5月13日—）是美國的一位演員，居住在曼哈頓。多伊爾出演過萬物甦醒時、戰火之馬等百老匯音樂劇。多伊爾曾就讀於倫敦音樂和戲劇藝術學院。 